# X.Org Server
X.Org Server (официально «X.Org Foundation Open Source Public Implementation of X11») — свободная каноническая реализация сервера X Window System с открытым исходным кодом.

## Использование

### Unix и Linux
X.Org Server применяется в качестве реализации X Window System во многих UNIX-подобных операционных системах; для подавляющего большинства современных дистрибутивов Linux и BSD является основным поставляемым вариантом X-сервера.
В Solaris преобладает среди систем с x86-совместимой архитектурой, однако среди систем с архитектурой SPARC был более распространен проприетарный Xsun, поставка которого была прекращена в Oracle Solaris 11.

### Microsoft Windows
Для Microsoft Windows существует несколько основанных на X.Org Server реализаций X-сервера, среди которых можно отметить Cygwin/X и Xming.

### Apple Mac OS X
Начиная с версии 10.5 («Leopard»), Mac OS X поставляется с XQuartz — X-сервером на основе X.Org Server, позволяющим организовать бесшовный запуск приложений X11 в Aqua.

## История выпусков
| Версия                                                                                           | Дата            | Выпуск X11       | Основные особенности |
| ------------------------------------------------------------------------------------------------ | --------------- | ---------------- | --- |
| 1.0                                                                                              | 21 декабря 2005 | X11R7.0 (1.0.1)  | Начальный модульный X-сервер, архитектура EXA |
| 1.1                                                                                              | 22 мая 2006     | X11R7.1 (1.1.0)  | Интеграция KDrive, поддержка AIGLX |
| 1.2                                                                                              | 22 января 2007  | X11R7.2 (1.2.0)  | Автоконфигурация, расширенная поддержка менеджеров композитинга на основе GL |
| 1.3                                                                                              | 19 апреля 2007  |                  | RandR 1.2 |
| 1.4                                                                                              | 6 сентября 2007 | X11R7.3 (1.4.0)  | Поддержка горячего подключения входов |
| 1.5                                                                                              | 3 сентября 2008 | X11R7.4 (1.5.1)  | MPX |
| 1.6                                                                                              | 25 февраля 2009 |                  | RandR 1.3, DRI2, XInput 1.5 |
| 1.7                                                                                              | 1 октября 2009  | X11R7.5 (1.7.1)  | XInput 2.0, multi-pointer X |
| 1.8                                                                                              | 2 апреля 2010   |                  | xorg.conf.d, обработка ввода udev |
| 1.9                                                                                              | 20 августа 2010 | X11R7.6 (1.9.3)  | |
| 1.10                                                                                             | 25 февраля 2011 |                  | X Synchronization Fences |
| 1.11                                                                                             | 26 августа 2011 |                  | |
| 1.12                                                                                             | 4 марта 2012    | X11R7.7 (1.12.2) | XInput 2.2 (включая поддержку мультитач) |
| 1.13                                                                                             | 5 сентября 2012 |                  | Новый API драйвера DDX, разгрузка DRI2, RandR 1.4, контексты OpenGL 3.x+, удаление XAA |
| 1.14                                                                                             | 5 марта 2013    |                  | XInput 2.3 |
| 1.15                                                                                             | 27 декабря 2013 |                  | Расширения DRI3 и Present |
| 1.16                                                                                             | 17 июля 2014    |                  | XWayland DDX, ускорение GLAMOR, поддержка не-PCI устройств, поддержка systemd-logind (без root-доступа X X), получена поддержка библиотеки libinput в виде оболочки под названием xf86-input-libinput |
| 1.17                                                                                             | 4 февраля 2015  |                  | Интеграция бывшего универсального драйвера DRM/KMS xf86-video-modesetting, добавлена поддержка DRI2 с GLAMOR                                                                                          |
| 1.18                                                                                             | 9 ноября 2015   |                  | RandR 1.5 |
| 1.19                                                                                             | 15 ноября 2016  |                  | Поточный ввод, синхронизация PRIME, ограничение и деформация указателя XWayland, поддержка расширения Windows DRI                                                                                     |
| 1.20                                                                                             | 10 мая 2018     |                  | Улучшения системы сборки Meson, позволяет использовать отдельные драйверы OpenGL для разных экранов X, лизинг RandR улучшает поддержку Steam VR                                                       |
| 21.1                                                                                             | 27 октября 2021 |                  | Система сборки Meson теперь находится на одном уровне с Autotools, поддержка переменной частоты обновления, жесты тачпада через XInput 2.4                                                            |
| Легенда:Старая версия, не поддерживаетсяСтарая поддерживаемая версияТекущая версияБудущая версия |                 |                  | |